# オールバニ・アンド・スケネクタディ鉄道
オールバニ・アンド・スケネクタディ鉄道（オールバニ・アンド・スケネクタディてつどう、英語: Albany and Schenectady Railroad）、当初はモホーク・アンド・ハドソン鉄道（モホーク・アンド・ハドソンてつどう、英語: Mohawk and Hudson Railroad）は、アメリカ合衆国ニューヨーク州において最初に建設された鉄道であり、アメリカ合衆国の鉄道の中でも初期の鉄道である。
モホーク・アンド・ハドソン鉄道は1826年4月17日にモホーク・アンド・ハドソン会社として設立され、1831年8月9日に開業した。1847年4月19日にオールバニ・アンド・スケネクタディ鉄道へ改称した。この鉄道は1853年5月17日にニューヨーク・セントラル鉄道へ合併された。

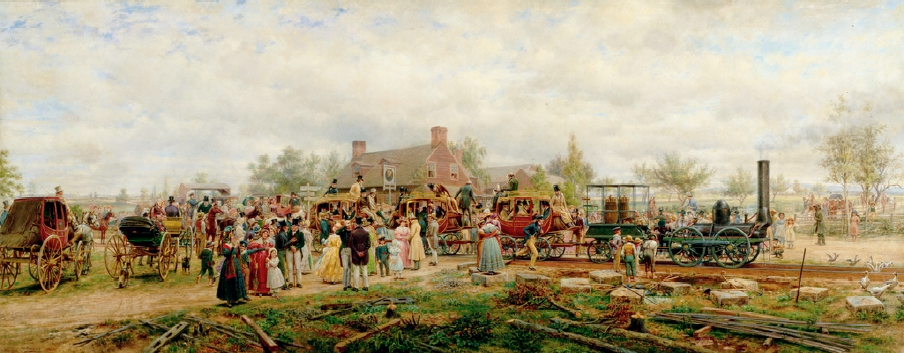
エドワード・ラムソン・ヘンリーによって描かれたモホーク・アンド・ハドソン鉄道の最初の列車

1825年12月28日、スケネクタディ郡出身のジョージ・ウィリアム・フェザーストンホーはモホーク・アンド・ハドソン鉄道会社の設立を知らせる新聞広告を出した。モホーク・アンド・ハドソン鉄道は1826年4月17日に、ニューヨーク州で最初に路線特許を受けた鉄道会社となった。建設工事は1830年8月に開始され、1831年9月24日にオールバニからスケネクタディまで、両市を隔てるパイン・ブッシュ地区を通じて16マイル（約25.6 km）の路線が開通した。蒸気機関車のデウィット・クリントンは、この年の7月2日に最初の試運転を行った。当時はエリー運河が最新の交通手段であったが、コーホーズ滝があるためにこの2つの町の間では多くの閘門があり、非常に長い所要時間がかかっていたため、鉄道は陸上交通手段を拡大するものとみられていた。
1832年にある利用者が雑誌に以下のように書いている。「6月28日、スケネクタディ到着。人類の驚くべき発明の中でも、蒸気機関車は間違いなく一級のものだろう。この比類のない能力の発揮により、かつては通行不可能な障害であったところを滑らかに平らにして通行していくことができる。谷は埋められ、山はならされ、距離は抹殺されたように思われる。私にとってこの新奇で素晴らしい人類の能力の発揮例である機関車をより細かく調べられるように、私はできるだけ機関車に近い場所に自分の席を占めた。そうして、まるで見えない何かの力によって飛んできたように16マイルの距離を40分で到着し、スケネクタディではエリー運河のバッファロー行きの船に乗り込んだ。」